# Corythucha celtidis
Corythucha celtidis är en insektsart som beskrevs av Henry Fairfield Osborn och Drake 1916. Corythucha celtidis ingår i släktet Corythucha och familjen nätskinnbaggar.

## Underarter
Arten delas in i följande underarter:
- C. c. celtidis
- C. c. mississippiensis